# Пръстен (село)
Вижте пояснителната страница за други значения на Пръстен.
Пръстен (на македонска литературна норма: Прстен) е село в община Валандово, Северна Македония.

## География
Селото е разположено в подножието на Беласица.

## История
В края на XIX век Пръстен е изцяло турско село в Дойранска каза на Османската империя. В „Етнография на вилаетите Адрианопол, Монастир и Салоника“, издадена в Константинопол в 1878 година и отразяваща статистиката на населението от 1873 година, Перстан (Perstan) е посочено като селище с 14 домакинства, като жителите му са 32 мюсюлмани. Според статистиката на Васил Кънчов („Македония. Етнография и статистика“) от 1900 година, Пристанъ има 750 жители, всички турци.
След Междусъюзническата война в 1913 година селото попада в Сърбия. Според Димитър Гаджанов в 1916 година в Пръстенково живеят 67 турци.

### Преброявания
В Пръстен има 13 домакинства в 2002 година, като жителите му, според преброяванията, са:
- 1994 – 105
- 2002 – 68

## Личности
Родени в Пръстен
- Тефик Селманов (1927 – 1944), югославски партизанин, Струмишки партизански отряд[5]